# 그런트
그런트(Grunt)는 축소화, 컴파일, 유닛 테스트, 린트 등 주기적인 태스크들을 자동으로 수행하기 위해 사용되는 도구로서 자바스크립트 태스크 러너이다.
Gruntfile이라는 파일에 정의된 사용자 지정 태스크들을 수행하기 위해 명령 줄 인터페이스를 사용한다. 그런트는 Ben Alman이 개발하였으며 Node.js로 작성되어 있다. npm을 통해 배포된다. 2016년 9월 기준으로, 그런트 생태계에 5,000개 이상의 플러그인을 사용할 수 있다.
그런트를 사용하는 기업으로는 어도비 시스템즈, jQuery, 트위터, 모질라, 부트스트랩, Cloudant, 오페라, 워드프레스, 월마트, 마이크로소프트가 있다.

## 예제
다음은 플러그인 로드 방법, 사용자 지정 태스크 만들기 등을 설명하기 위해 자바스크립트로 작성된 Gruntfile의 예제이다.
```
module
.
exports
 
=
 
function
(
grunt
)
 
{

  
// Task configuration

  
grunt
.
initConfig
({

    
taskName1
:
 
'Task1 Configuration'
,

    
taskName2
:
 
'Task2 Configuration'

  
});

  
// Loads plugins

  
grunt
.
loadNpmTasks
(
'pluginName1'
);

  
grunt
.
loadNpmTasks
(
'pluginName2'
);

  
// Custom tasks

  
grunt
.
registerTask
(
'customTaskName1'
,
 
'Custom task description'
,
 
function
(
taskParameter
)
 
{

    
// Custom statements

  
});

  
// Combining multiple tasks to a single task

  
grunt
.
registerTask
(
'customTaskName2'
,
 
[
'taskName1'
,
 
'customTaskName1'
]);

  
// Default task - runs if task name is not specified

  
grunt
.
registerTask
(
'default'
,
 
[
'customTaskName2'
]);

};

```

## 같이 보기
- Node.js
- Npm
- 빌드 자동화
- 아파치 메이븐
- 모더나이저

## 참고 문헌
- Cryer, James (2015). 《Pro Grunt.js》. Apress. ISBN 978-1-4842-0013-1.
- Pillora, Jamie (2014). 《Getting Started with Grunt: The JavaScript Task Runner》. Packt Publishing Ltd. ISBN 978-1-78398-062-8.